# イングランド対アイルランドのラグビーテストマッチ
この項目では、ラグビーユニオンにおいてイングランド代表とアイルランド代表が対戦したテストマッチについて述べる。
両チームの初対戦は1875年2月15日、イングランドのロンドンにあるジ・オーバルで行われた。アイルランド代表にとっては、これがチームを結成して初めてのテストマッチであったが、結果はイングランド代表が7-0で勝利した。それ以降、イングランド代表は1引き分けを挟んで11連勝しており、アイルランド代表が初勝利を挙げたのは1887年2月5日のことであった。
遡って1883年からは、この両チームにスコットランド代表とウェールズ代表を加えたブリテン諸島の4チームによる対抗戦が "ホーム・ネイションズ・チャンピオンシップ" という枠組みとなった。これには後にフランス代表とイタリア代表も参加し、現在では "シックス・ネイションズ" という大会になっている。イングランド代表とアイルランド代表の対戦も、基本的には毎年この大会のなかの一戦として現在まで行われている。対戦が行われなかったのは、イングランド代表がホーム・ネイションズへの参戦を拒否した1888年・1889年の2年間と、第一次世界大戦および第二次世界大戦が起こっていた間である。
1988年には例年通りの一戦に加え、アイルランド共和国の首都ダブリン建都1000年を記念しての試合が4月23日に開催された。そしてこの試合に21-10で勝ったイングランド代表に、"ミレニアム・トロフィー" が授与された。翌1989年からは、ファイブ/シックス・ネイションズにおける両チームの対戦の勝者に、このトロフィーが贈られている。1989年以降のファイブ/シックス・ネイションズにおける対戦成績は、イングランド代表の15勝10敗である。2011年・2015年・2019年にも、シックス・ネイションズの一戦のほかにもう1試合が開催されているが、これはそのあと開幕するワールドカップへ向けた調整のためのテストマッチだった。

## ミレニアム・トロフィー
シックス・ネイションズの一環として行われているラグビーイングランド代表とラグビーアイルランド代表の間で行われるラグビーの定期戦。988年にヴァイキングがダブリンに入植してから1000年を記念し1988年から開始された。勝者に授与されるミレニアム・トロフィーはヴァイキングの角の生えたヘルメットの形をしている。

## 対戦結果
| No. | 開催日         | 開催地                     | 勝利チーム   | スコア | 敗戦チーム   | 大会                         |
| --- | -------------- | -------------------------- | ------------ | ------ | ------------ | ---------------------------- |
| 1   | 1875年02月15日 | ジ・オーバル               | イングランド | 7-0    | アイルランド |                              |
| 2   | 1875年12月13日 | Rathmines                  | イングランド | 4-0    | アイルランド |                              |
| 3   | 1877年02月05日 | ジ・オーバル               | イングランド | 8-0    | アイルランド |                              |
| 4   | 1878年03月11日 | ランズダウン・ロード       | イングランド | 7-0    | アイルランド |                              |
| 5   | 1879年03月24日 | ジ・オーバル               | イングランド | 11-0   | アイルランド |                              |
| 6   | 1880年01月30日 | ランズダウン・ロード       | イングランド | 4-1    | アイルランド |                              |
| 7   | 1881年02月10日 | Whalley Range              | イングランド | 8-0    | アイルランド |                              |
| 8   | 1882年02月06日 | ランズダウン・ロード       | 引き分け     | 2-2    | 引き分け     |                              |
| 9   | 1883年02月10日 | Whalley Range              | イングランド | 6-1    | アイルランド | ホーム・ネイションズ         |
| 10  | 1884年02月04日 | ランズダウン・ロード       | イングランド | 3-0    | アイルランド | ホーム・ネイションズ         |
| 11  | 1885年02月07日 | Whalley Range              | イングランド | 2-1    | アイルランド | ホーム・ネイションズ         |
| 12  | 1886年02月06日 | ランズダウン・ロード       | イングランド | 1-0    | アイルランド | ホーム・ネイションズ         |
| 13  | 1887年02月05日 | ランズダウン・ロード       | アイルランド | 6-0    | イングランド | ホーム・ネイションズ         |
| 14  | 1890年03月15日 | レクトリー・フィールド     | イングランド | 3-0    | アイルランド | ホーム・ネイションズ         |
| 15  | 1891年02月07日 | ランズダウン・ロード       | イングランド | 9-0    | アイルランド | ホーム・ネイションズ         |
| 16  | 1892年02月06日 | Whalley Range              | イングランド | 7-0    | アイルランド | ホーム・ネイションズ         |
| 17  | 1893年02月04日 | ランズダウン・ロード       | イングランド | 4-0    | アイルランド | ホーム・ネイションズ         |
| 18  | 1894年02月03日 | レクトリー・フィールド     | アイルランド | 7-5    | イングランド | ホーム・ネイションズ         |
| 19  | 1895年02月02日 | ランズダウン・ロード       | イングランド | 6-3    | アイルランド | ホーム・ネイションズ         |
| 20  | 1896年02月01日 | ミーンウッド・ロード       | アイルランド | 10-4   | イングランド | ホーム・ネイションズ         |
| 21  | 1897年02月06日 | ランズダウン・ロード       | アイルランド | 13-9   | イングランド | ホーム・ネイションズ         |
| 22  | 1898年02月05日 | アスレチック・グラウンド   | アイルランド | 9-6    | イングランド | ホーム・ネイションズ         |
| 23  | 1899年02月04日 | ランズダウン・ロード       | アイルランド | 6-0    | イングランド | ホーム・ネイションズ         |
| 24  | 1900年02月03日 | アスレチック・グラウンド   | イングランド | 15-4   | アイルランド | ホーム・ネイションズ         |
| 25  | 1901年02月09日 | ランズダウン・ロード       | アイルランド | 10-6   | イングランド | ホーム・ネイションズ         |
| 26  | 1902年02月08日 | ウェルフォード・ロード     | イングランド | 6-3    | アイルランド | ホーム・ネイションズ         |
| 27  | 1903年02月14日 | ランズダウン・ロード       | アイルランド | 6-0    | イングランド | ホーム・ネイションズ         |
| 28  | 1904年02月13日 | レクトリー・フィールド     | イングランド | 19-0   | アイルランド | ホーム・ネイションズ         |
| 29  | 1905年02月11日 | Mardyke                    | アイルランド | 17-3   | イングランド | ホーム・ネイションズ         |
| 30  | 1906年02月10日 | ウェルフォード・ロード     | アイルランド | 16-6   | イングランド | ホーム・ネイションズ         |
| 31  | 1907年02月09日 | ランズダウン・ロード       | アイルランド | 17-9   | イングランド | ホーム・ネイションズ         |
| 32  | 1908年02月08日 | アスレチック・グラウンド   | イングランド | 13-3   | アイルランド | ホーム・ネイションズ         |
| 33  | 1909年02月13日 | ランズダウン・ロード       | イングランド | 11-5   | アイルランド | ホーム・ネイションズ         |
| 34  | 1910年02月11日 | トゥイッケナム・スタジアム | 引き分け     | 0-0    | 引き分け     | ファイブ・ネイションズ       |
| 35  | 1911年02月11日 | ランズダウン・ロード       | アイルランド | 3-0    | イングランド | ファイブ・ネイションズ       |
| 36  | 1912年02月10日 | トゥイッケナム・スタジアム | イングランド | 15-0   | アイルランド | ファイブ・ネイションズ       |
| 37  | 1913年02月09日 | ランズダウン・ロード       | イングランド | 15-4   | アイルランド | ファイブ・ネイションズ       |
| 38  | 1914年02月14日 | トゥイッケナム・スタジアム | イングランド | 17-12  | アイルランド | ファイブ・ネイションズ       |
| 39  | 1920年02月14日 | ランズダウン・ロード       | イングランド | 14-11  | アイルランド | ファイブ・ネイションズ       |
| 40  | 1921年02月12日 | トゥイッケナム・スタジアム | イングランド | 15-0   | アイルランド | ファイブ・ネイションズ       |
| 41  | 1922年02月11日 | ランズダウン・ロード       | イングランド | 12-3   | アイルランド | ファイブ・ネイションズ       |
| 42  | 1923年02月10日 | ウェルフォード・ロード     | イングランド | 23-5   | アイルランド | ファイブ・ネイションズ       |
| 43  | 1924年02月09日 | レイブンヒル・スタジアム   | イングランド | 14-3   | アイルランド | ファイブ・ネイションズ       |
| 44  | 1925年02月14日 | トゥイッケナム・スタジアム | 引き分け     | 6-6    | 引き分け     | ファイブ・ネイションズ       |
| 45  | 1926年02月13日 | ランズダウン・ロード       | アイルランド | 19-15  | イングランド | ファイブ・ネイションズ       |
| 46  | 1927年02月12日 | トゥイッケナム・スタジアム | イングランド | 8-6    | アイルランド | ファイブ・ネイションズ       |
| 47  | 1928年02月11日 | ランズダウン・ロード       | イングランド | 7-6    | アイルランド | ファイブ・ネイションズ       |
| 48  | 1929年02月09日 | トゥイッケナム・スタジアム | アイルランド | 6-5    | イングランド | ファイブ・ネイションズ       |
| 49  | 1930年02月08日 | ランズダウン・ロード       | アイルランド | 4-3    | イングランド | ファイブ・ネイションズ       |
| 50  | 1931年02月14日 | トゥイッケナム・スタジアム | アイルランド | 6-5    | イングランド | ファイブ・ネイションズ       |
| 51  | 1932年02月13日 | ランズダウン・ロード       | イングランド | 11-8   | アイルランド | ホーム・ネイションズ         |
| 52  | 1933年02月11日 | トゥイッケナム・スタジアム | イングランド | 17-6   | アイルランド | ホーム・ネイションズ         |
| 53  | 1934年02月10日 | ランズダウン・ロード       | イングランド | 13-3   | アイルランド | ホーム・ネイションズ         |
| 54  | 1935年02月09日 | トゥイッケナム・スタジアム | イングランド | 14-3   | アイルランド | ホーム・ネイションズ         |
| 55  | 1936年02月08日 | ランズダウン・ロード       | アイルランド | 6-3    | イングランド | ホーム・ネイションズ         |
| 56  | 1937年02月13日 | トゥイッケナム・スタジアム | イングランド | 9-8    | アイルランド | ホーム・ネイションズ         |
| 57  | 1938年02月12日 | ランズダウン・ロード       | イングランド | 36-14  | アイルランド | ホーム・ネイションズ         |
| 58  | 1939年02月11日 | トゥイッケナム・スタジアム | アイルランド | 5-0    | イングランド | ホーム・ネイションズ         |
| 59  | 1947年02月08日 | ランズダウン・ロード       | アイルランド | 22-0   | イングランド | ファイブ・ネイションズ       |
| 60  | 1948年02月14日 | トゥイッケナム・スタジアム | アイルランド | 11-10  | イングランド | ファイブ・ネイションズ       |
| 61  | 1949年02月12日 | ランズダウン・ロード       | アイルランド | 14-5   | イングランド | ファイブ・ネイションズ       |
| 62  | 1950年02月11日 | トゥイッケナム・スタジアム | イングランド | 3-0    | アイルランド | ファイブ・ネイションズ       |
| 63  | 1951年02月10日 | ランズダウン・ロード       | アイルランド | 3-0    | イングランド | ファイブ・ネイションズ       |
| 64  | 1952年03月29日 | トゥイッケナム・スタジアム | イングランド | 3-0    | アイルランド | ファイブ・ネイションズ       |
| 65  | 1953年02月11日 | ランズダウン・ロード       | 引き分け     | 9-9    | 引き分け     | ファイブ・ネイションズ       |
| 66  | 1954年02月13日 | トゥイッケナム・スタジアム | イングランド | 14-3   | アイルランド | ファイブ・ネイションズ       |
| 67  | 1955年02月11日 | ランズダウン・ロード       | 引き分け     | 6-6    | 引き分け     | ファイブ・ネイションズ       |
| 68  | 1956年02月10日 | トゥイッケナム・スタジアム | イングランド | 20-0   | アイルランド | ファイブ・ネイションズ       |
| 69  | 1957年02月09日 | ランズダウン・ロード       | イングランド | 6-0    | アイルランド | ファイブ・ネイションズ       |
| 70  | 1958年02月08日 | トゥイッケナム・スタジアム | イングランド | 6-0    | アイルランド | ファイブ・ネイションズ       |
| 71  | 1959年02月14日 | ランズダウン・ロード       | イングランド | 3-0    | アイルランド | ファイブ・ネイションズ       |
| 72  | 1960年02月13日 | トゥイッケナム・スタジアム | イングランド | 8-5    | アイルランド | ファイブ・ネイションズ       |
| 73  | 1961年02月11日 | ランズダウン・ロード       | アイルランド | 11-8   | イングランド | ファイブ・ネイションズ       |
| 74  | 1962年02月10日 | トゥイッケナム・スタジアム | イングランド | 16-0   | アイルランド | ファイブ・ネイションズ       |
| 75  | 1963年02月11日 | ランズダウン・ロード       | 引き分け     | 0-0    | 引き分け     | ファイブ・ネイションズ       |
| 76  | 1964年02月08日 | トゥイッケナム・スタジアム | アイルランド | 18-5   | イングランド | ファイブ・ネイションズ       |
| 77  | 1965年02月13日 | ランズダウン・ロード       | アイルランド | 5-0    | イングランド | ファイブ・ネイションズ       |
| 78  | 1966年02月12日 | トゥイッケナム・スタジアム | 引き分け     | 6-6    | 引き分け     | ファイブ・ネイションズ       |
| 79  | 1967年02月11日 | ランズダウン・ロード       | イングランド | 8-3    | アイルランド | ファイブ・ネイションズ       |
| 80  | 1968年02月10日 | トゥイッケナム・スタジアム | 引き分け     | 9-9    | 引き分け     | ファイブ・ネイションズ       |
| 81  | 1969年02月08日 | ランズダウン・ロード       | アイルランド | 17-15  | イングランド | ファイブ・ネイションズ       |
| 82  | 1970年02月14日 | トゥイッケナム・スタジアム | イングランド | 9-3    | アイルランド | ファイブ・ネイションズ       |
| 83  | 1971年02月13日 | ランズダウン・ロード       | イングランド | 9-6    | アイルランド | ファイブ・ネイションズ       |
| 84  | 1972年02月12日 | トゥイッケナム・スタジアム | アイルランド | 16-12  | イングランド | ファイブ・ネイションズ       |
| 85  | 1973年02月10日 | ランズダウン・ロード       | アイルランド | 18-9   | イングランド | ファイブ・ネイションズ       |
| 86  | 1974年02月06日 | トゥイッケナム・スタジアム | アイルランド | 26-21  | イングランド | ファイブ・ネイションズ       |
| 87  | 1975年01月18日 | ランズダウン・ロード       | アイルランド | 12-9   | イングランド | ファイブ・ネイションズ       |
| 88  | 1976年03月06日 | トゥイッケナム・スタジアム | アイルランド | 13-12  | イングランド | ファイブ・ネイションズ       |
| 89  | 1977年02月05日 | ランズダウン・ロード       | イングランド | 4-0    | アイルランド | ファイブ・ネイションズ       |
| 90  | 1978年03月18日 | トゥイッケナム・スタジアム | イングランド | 15-9   | アイルランド | ファイブ・ネイションズ       |
| 91  | 1979年02月17日 | ランズダウン・ロード       | イングランド | 17-12  | アイルランド | ファイブ・ネイションズ       |
| 92  | 1980年01月19日 | トゥイッケナム・スタジアム | イングランド | 24-9   | アイルランド | ファイブ・ネイションズ       |
| 93  | 1981年03月07日 | ランズダウン・ロード       | イングランド | 10-6   | アイルランド | ファイブ・ネイションズ       |
| 94  | 1982年02月06日 | トゥイッケナム・スタジアム | アイルランド | 16-15  | イングランド | ファイブ・ネイションズ       |
| 95  | 1983年03月19日 | ランズダウン・ロード       | アイルランド | 25-15  | イングランド | ファイブ・ネイションズ       |
| 96  | 1984年02月18日 | トゥイッケナム・スタジアム | イングランド | 12-9   | アイルランド | ファイブ・ネイションズ       |
| 97  | 1985年03月30日 | ランズダウン・ロード       | アイルランド | 13-10  | イングランド | ファイブ・ネイションズ       |
| 98  | 1986年03月01日 | トゥイッケナム・スタジアム | イングランド | 25-20  | アイルランド | ファイブ・ネイションズ       |
| 99  | 1987年02月07日 | ランズダウン・ロード       | アイルランド | 17-0   | イングランド | ファイブ・ネイションズ       |
| 100 | 1988年03月19日 | トゥイッケナム・スタジアム | イングランド | 35-3   | アイルランド | ファイブ・ネイションズ       |
| 101 | 1988年04月23日 | ランズダウン・ロード       | イングランド | 21-10  | アイルランド | ダブリン建都1000周年記念試合 |
| 102 | 1989年02月18日 | ランズダウン・ロード       | イングランド | 16-3   | アイルランド | ファイブ・ネイションズ       |
| 103 | 1990年01月20日 | トゥイッケナム・スタジアム | イングランド | 23-0   | アイルランド | ファイブ・ネイションズ       |
| 104 | 1991年03月02日 | ランズダウン・ロード       | イングランド | 16-7   | アイルランド | ファイブ・ネイションズ       |
| 105 | 1992年02月01日 | トゥイッケナム・スタジアム | イングランド | 38-9   | アイルランド | ファイブ・ネイションズ       |
| 106 | 1993年03月20日 | ランズダウン・ロード       | アイルランド | 17-3   | イングランド | ファイブ・ネイションズ       |
| 107 | 1994年02月19日 | トゥイッケナム・スタジアム | アイルランド | 13-12  | イングランド | ファイブ・ネイションズ       |
| 108 | 1995年01月21日 | ランズダウン・ロード       | イングランド | 20-8   | アイルランド | ファイブ・ネイションズ       |
| 109 | 1996年03月16日 | トゥイッケナム・スタジアム | イングランド | 28-15  | アイルランド | ファイブ・ネイションズ       |
| 110 | 1997年02月15日 | ランズダウン・ロード       | イングランド | 46-6   | アイルランド | ファイブ・ネイションズ       |
| 111 | 1998年04月04日 | トゥイッケナム・スタジアム | イングランド | 35-17  | アイルランド | ファイブ・ネイションズ       |
| 112 | 1999年03月06日 | ランズダウン・ロード       | イングランド | 27-15  | アイルランド | ファイブ・ネイションズ       |
| 113 | 2000年02月05日 | トゥイッケナム・スタジアム | イングランド | 50-18  | アイルランド | シックス・ネイションズ       |
| 114 | 2001年10月20日 | ランズダウン・ロード       | アイルランド | 20-14  | イングランド | シックス・ネイションズ       |
| 115 | 2002年02月16日 | トゥイッケナム・スタジアム | イングランド | 45-11  | アイルランド | シックス・ネイションズ       |
| 116 | 2003年03月30日 | ランズダウン・ロード       | イングランド | 42-6   | アイルランド | シックス・ネイションズ       |
| 117 | 2004年03月06日 | トゥイッケナム・スタジアム | アイルランド | 19-13  | イングランド | シックス・ネイションズ       |
| 118 | 2005年02月27日 | ランズダウン・ロード       | アイルランド | 19-13  | イングランド | シックス・ネイションズ       |
| 119 | 2006年03月18日 | トゥイッケナム・スタジアム | アイルランド | 28-24  | イングランド | シックス・ネイションズ       |
| 120 | 2007年02月24日 | クローク・パーク           | アイルランド | 43-13  | イングランド | シックス・ネイションズ       |
| 121 | 2008年03月15日 | トゥイッケナム・スタジアム | イングランド | 33-10  | アイルランド | シックス・ネイションズ       |
| 122 | 2009年02月28日 | クローク・パーク           | アイルランド | 14-13  | イングランド | シックス・ネイションズ       |
| 123 | 2010年02月27日 | トゥイッケナム・スタジアム | アイルランド | 20-16  | イングランド | シックス・ネイションズ       |
| 124 | 2011年03月19日 | アビバ・スタジアム         | アイルランド | 24-8   | イングランド | シックス・ネイションズ       |
| 125 | 2011年08月27日 | アビバ・スタジアム         | イングランド | 20-9   | アイルランド |                              |
| 126 | 2012年03月17日 | トゥイッケナム・スタジアム | イングランド | 30-9   | アイルランド | シックス・ネイションズ       |
| 127 | 2013年02月10日 | アビバ・スタジアム         | イングランド | 12-6   | アイルランド | シックス・ネイションズ       |
| 128 | 2014年02月22日 | トゥイッケナム・スタジアム | イングランド | 13-10  | アイルランド | シックス・ネイションズ       |
| 129 | 2015年03月01日 | アビバ・スタジアム         | アイルランド | 19-9   | イングランド | シックス・ネイションズ       |
| 130 | 2015年09月05日 | トゥイッケナム・スタジアム | イングランド | 21-13  | アイルランド |                              |
| 131 | 2016年02月27日 | トゥイッケナム・スタジアム | イングランド | 21-10  | アイルランド | シックス・ネイションズ       |
| 132 | 2017年03月18日 | アビバ・スタジアム         | アイルランド | 13-9   | イングランド | シックス・ネイションズ       |
| 133 | 2018年03月17日 | トゥイッケナム・スタジアム | アイルランド | 24-15  | イングランド | シックス・ネイションズ       |
| 134 | 2019年02月02日 | アビバ・スタジアム         | イングランド | 32-20  | アイルランド | シックス・ネイションズ       |
| 135 | 2019年08月24日 | トゥイッケナム・スタジアム | イングランド | 57-15  | アイルランド |                              |